# Paul Atreides
Paul Atreides è il protagonista dei romanzi Dune (1965), Messia di Dune (1969) e I figli di Dune (1976), primi tre volumi del Ciclo di Dune (1965-1988) creato da Frank Herbert.

## Biografia del personaggio
Paul Atreides nasce sul pianeta Caladan nel 10176, figlio primogenito del duca Leto Atreides e di Lady Jessica, concubina ufficiale del duca. Suo padre Leto è un influente nobile feudale membro del consiglio del Landsraad, temuto dal cugino Shaddam IV, imperatore dell'universo, per la sua eccessiva popolarità, mentre Lady Jessica, membro delle Bene Gesserit, ha violato l'ordine di concepire una figlia femmina da destinare in sposa a un erede maschio di Casa Harkonnen per ricomporre la vecchia frattura diplomatica tra le due dinastie, nonché per garantire la nascita del Kwisatz Haderach, l'essere supremo destinato a comandare l'universo, la cui venuta è minuziosamente programmata dalle Bene Gesserit.
Come erede al titolo di duca Atreides e governatore di Caladan, Paul viene presto iniziato a uno spartano addestramento fisico e mentale, condotto da precettori importanti quali Thufir Hawat, Mentat degli Atreides, Duncan Idaho e Gurney Halleck, i maestri delle lame, i quali gli insegnano a usare le armi e a comandare gli eserciti in battaglia. Dalla madre Jessica, invece, dalla quale ha ereditato i poteri psicofisici, impara molti degli antichi segreti del retaggio delle Bene Gesserit. Il padre Leto gli insegna l'arte del governare e della diplomazia, mentre Thufir Hawat, che già serviva il Vecchio Duca, Paulus Atreides, gli trasmette a livello inconscio i primi insegnamenti per divenire un Mentat imperiale.
Nel 10191, quando ha quindici anni, Paul viene informato che la Casa Atreides ha ricevuto l'ordine da Shaddam IV di partire alla volta di Arrakis, dove il duca Leto assumerà il feudo del pianeta più aspro per ambiente e influenza politica, ma anche il più redditizio poiché esso è l'unico posto dove si estrae il melange. La popolazione locale di Arrakis, la stirpe dei Fremen, la gente delle sabbie, lo riconosce come il Mahdi, “Colui che ci guiderà al paradiso”, il messia profetizzato, figlio unico di una Bene Gesserit, per mezzo del quale Arrakis sarà libero per sempre. Dopo pochi mesi di attività di governo e di estrazione del melange, la Casa Atreides viene attaccata dalla Casa Harkonnen, guidata dal feroce Vladimir Harkonnen, barone feudale di Giedi Primo. Il duca Leto, tradito dal medico suk Wellington Yueh, muore in prigionia tra le grinfie del barone Harkonnen, che per sferrare l'attacco godeva di numerosi rinforzi inviatigli dall'imperatore Shaddam IV, non per uccidere il duca Atreides, ma per ridimensionare il suo potere in seno al feudalesimo.
Ma Paul e sua madre Jessica riescono a scappare nel deserto, aiutati da Duncan Idaho e Liet-Kynes, il planetologo di Shaddam IV, figlio di Pardot Kynes e segretamente il capo fremen fino all'arrivo del Mahdi. Trovato asilo presso la tribù di Stilgar, Paul e Jessica si uniscono ai fremen nella lotta contro gli Harkonnen, che nel frattempo hanno massacrato le forze degli Atreides. Presso di loro, Paul viene chiamato Muad'dib, e riconosciuto come il messia lungamente atteso. Nel 10193, dopo una feroce rivolta che ha chiamato in causa perfino l'imperatore Shaddam IV da Kaitain, Paul stermina la Casa Harkonnen e costringe l'imperatore ad abdicare in suo favore, sposandone la figlia, la principessa Irulan Corrino. Egli è il vero Kwisatz Haderach, l'essere supremo cercato dalle Bene Gesserit, giunto con una generazione di anticipo e ormai al di fuori del loro controllo. Fino al successivo 10205, dodici anni dopo, Paul Muad'dib porta la guerra santa tramite i fremen in tutto l'Impero feudale. Essi impongono il culto divinatorio della sua persona al prezzo di miliardi di vite innocenti.
In questo periodo, le Bene Gesserit, guidate dalla Reverenda Madre Gaius Helen Mohiam, la Gilda Spaziale e la principessa Irulan complottano congiuntamente contro di lui, e gli inviano in dono Hayt, il ghola che i Tleilaxu hanno ricreato dal cadavere di Duncan Idaho, morto dodici anni prima per salvargli la vita. Questa creatura viene riprogrammata come mentat e come maestro delle lame, per distrarre Paul dalle consuete faccende di governo, facilitando le azioni fatali dei congiurati ai danni dell'imperatore. Dopo aver perso la vista a seguito di un attentato con l'impiego di armi atomiche illegali, Paul acquista poteri sensoriali sconfinati, che rimpiazzano il senso visivo dei suoi occhi senza vita. Smascherati i colpevoli della congiura, Paul assiste alla nascita dei suoi figli gemelli Leto e Ghanima, figli dell'amata concubina fremen Chani, figlia di Liet Kynes. Se ne va nel deserto, dove viene creduto morto, ma in realtà si tramuta nel Predicatore, mentite spoglie con cui accusa con irruenza il sistema politico e religioso dell'Impero dei fremen, ora guidato dalla sorella minore, Alia Atreides, la reggente dell'Impero.

## Caratterizzazione
(Frank Herbert, Dune, Parte prima: il pianeta delle dune, capitolo 1)